# Thế kỷ 27
Thế kỷ 27 là thế kỷ trong Công Nguyên, trong lịch Gregory là khoảng thời gian từ ngày 1 tháng 1 năm 2601 cho đến ngày 31 tháng 12 năm 2700.

## thông tin
tôi tái sinh